# Corps Silingia Breslau zu Köln
El Corps Silingia Breslau zu Köln (Corps Silingia Breslavia de Colonia) es una Studentenverbindung (Asociación estudiantil) en Colonia (Alemania).
Es miembro del Weinheimer Senioren-Convent (WSC) y forma junto al Corps Franco-Guestphalia el Senioren-Convent de Colonia y Bonn. Quienes integran este Corps son referidos como „Silingen“.

## Couleur (del francés, en español color)
La cinta (Corpsburschenband) tiene los colores azul, dorado y blanco, con Perkussion negra (los bordes de la cinta). La cinta de los Fuchsenband tiene los colores azul y dorado, con una Perkussion negra. También forma parte del Couleur una Mütze azul, que es la gorra oficial utilizada por asociaciones estudiantiles.

## Historia
El Corps Silingia Breslau zu Köln tiene su origen en Silesia. El 13 de junio de 1877 se constituyó la Reformburschenschaft Silingia Breslau en la capital de Silesia. Deriva su nombre de la tribu vandártica Silingen, que a menudo fue descrita como bastante defensiva en esta área.
Por distintas razones estuvo la Reformburschenschaft inmediatamente forzada a rendirse de su independencia y a unirse a una asociación más fuerte. La unión tuvo lugar en 1899 en la Landsmannschaft Silingia Breslau. El origen de esta asociación fue conocida como Oppelner Abend, la cual fue fundada por estudiantes de la Universidad de Breslavia el 18 de junio de 1888, en la pequeña ciudad situada al sur de Breslavia.
Al principio, esto representaba sólo una reunión relativamente suelta y regular de personas con ideas afines, pero luego se dio la forma sólida, de estudiante de enlace de un equipo de país, que más tarde se uniría al núcleo duro de la antigua infancia reformista.
Incluso el equipo de campo libre no pudo mantener su autonomía absoluta e independencia de otras conexiones a largo plazo. En 1912, después de un año de renoncen, se unió al llamado Rudolst-dter Senioren-Convent como un cuerpo, que formó una asociación de cuerpos, que fue representado principalmente en colegios veterinarios. El Cuerpo ha florecido y ganado una reputación significativa.
Después de la Primera Guerra Mundial, en la que participó toda la actividad, los restantes se reunieron y trataron de sobrevivir al período subsiguiente de la Gran Guerra. Por ejemplo, muchos de los estudiantes de Breslavia estuvieron involucrados en las filas de los Freikorps de los años de la posguerra. El período de inflación fue particularmente difícil para las conexiones, ya que muchas corporaciones no podían mantenerse solas a través del idealismo y el optimismo sin un sacrificio financiero.
Estas circunstancias contribuyeron al hecho de que muchas conexiones dejaron de existir, especialmente durante este tiempo. La Silingia fue capaz de resistir este destino, pero se fusionó en 1930 con el Cuerpo Lugia Breslavia3 (fundado el 22 de octubre de 1892).
Esta fusión fue seguida el 4 de noviembre de 1933 por la fusión con la WSC-Corps Montania Breslavia para formar el Cuerpo Montania-Silingia Breslavia y por lo tanto la admisión al Weinheimer Senioren-Convent (WSC). El 17 de junio de 1934, Montania-Silingia adoptó el nombre de Corps Silingia Breslavia.
Bajo la presión del régimen nazi, el Convento de los Ciudadanos Mayores de Weinheim se disolvió en 1935. A través del "camarada" la tradición de los Silingia fue intentada de continuar durante la guerra. La Casa del Cuerpo de Breslavia fue completamente destruida cuando el Ejército Rojo asaltó Breslavia.
Después del final de la Segunda Guerra Mundial, los Silingen se reunieron alrededor de mediados de 1948. En ese momento, Fráncfort del Meno era el fulcro. Pero la Silingia todavía estaba gravemente debilitada y ahora sin anclaje, sin anclaje en forma de casa, propiedad y universidad. En esta situación, se llevó a cabo una fusión a corto plazo con el Cuerpo Normannia-Marburgo, pero debido a problemas imprevistos pronto se resolvió de mutuo acuerdo.
No fue hasta 1954 que se produjeron dos giros decisivos, uno de los cuales fue la fusión con la Old Lords Association of the Corps Baltia Berlin el 1 de enero de ese año. Al igual que el Silingia, este cuerpo también tenía una larga tradición, ya que fue constituido el 17 de febrero de 1877 como el "Verein Grauer Klosteraner" en la Universidad de Berlín. (El Berlin Gymnasium zum Grauen Kloster fue la escuela de élite más destacada de Berlín). En consonancia con esta importante historia, la Silingia asumió el Día de la Fundación Baltia, por lo que tanto el 17 y el 13 de junio se celebran hoy.